# Lökeberg
Lökeberg is een plaats in de gemeente Kungälv in het landschap Bohuslän en de provincie Västra Götalands län in Zweden. De plaats heeft 62 inwoners (2005) en een oppervlakte van 11 hectare.